# Eddie Wineland
Edward Alan Wineland Jr., född 26 juni 1984 i Houston, är en amerikansk MMA-utövare som sedan 2011 tävlar i organisationen Ultimate Fighting Championship.